# Vydrica
Vydrica (węg. Vödric, nie. Weidritz) – rzeka w południowo-zachodniej Słowacji. Rzeka zaczyna swój bieg w Małych Karpatach około 495 m n.p.m., a przepływa przez Bratislavský lesný park i uchodzi do Dunaju w dzielnicy Karlova Ves, obok Mostu Lafranconiego. 
W systemie gospodarki wodnej jest silnie zmienioną jednolitą częścią wód powierzchniowych o międzynarodowym kodzie SKD0020. Zaliczono ją do typu K2M czyli karpackich potoków wyżynnych (położonych na wysokości 200–500 m n.p.m.). Należy do regionu wodnego Dunaju i obszaru dorzecza Dunaju.

## Ochrona przyrody
Wzdłuż rzeki leżą trzy rejony należące do projektu Natura 2000. Dwa z nich znajdują się w Bratislavským lesným parku (SKUEV 0388 Vydrica i SKUEV 1388 Vydrica), trzeci zaś jest położony bliżej źródła rzeki, w okolicach Białego Krzyża (SKUEV 0104 Homoľské Karpaty).
W Bratysławie stwierdzono występowanie okonia i pstrąga potokowego.
W ramach monitoringu jakości wód w Vydricy stwierdzono występowanie następujących taksonów zoobentosowych: Aulodrilus japonicus, Baetis muticus, Baetis rhodani, Chironomus, Diamesa insignipes, Diamesa tonsa, Dicranota, Dugesia gonocephala, Ecdyonurus aurantiacus, Ecdyonurus dispar, Elmis, Eloeophila maculata, Epeorus assimilis, Ephemera danica, Erpobdella vilnensis, Gammarus fossarum, Habroleptoides confusa, Habrophlebia lauta, Heptagenia sulphurea, Leuctra hippopus, Limnius volckmari, Limnodrilus hoffmeisteri, Limnophila, Lype reducta, Micropsectra, Microtendipes pedellus, Nais elinguis, Natarsia, Orthocladius, Parametriocnemus cf. stylatus, Paratrichocladius rufiventris, Pericoma, Polypedilum convictum, Polypedilum nubeculosum, Polypedilum scalaenum, Prodiamesa olivacea, Ptychoptera albimana, Rheocricotopus fuscipes, Rhithrogena semicolorata, Satchelliella, Simulium vernum, Stylodrilus heringianus, Tanytarsus, Tubifex tubifex, Tvetenia discoloripes. Poza tym rzeka, a zwłaszcza jej okolice są schronieniem dla wielu chronionych gatunków bezkręgowców, w tym pilnicznika fiołkowego, raka strumieniowego, kozioroga dębosza, nadobnicę alpejską, jelonka rogacza czy Cordulegaster heros.
Wzdłuż rzeki można spotkać też salamandrę plamistą, żabę trawną, ropuchę szarą, padalca zwyczajnego, jaszczurkę zwinkę czy Węża Eskulapa.
Lasy wzdłuż strumienia są domem dla wielu gatunków nietoperzy, m.in. dla nocka wschodniego czy podkowca małego.